# Marta de Astorga
Marta, conocida como santa Marta de Astorga, fue una mártir cristiana del siglo III. Es patrona de la ciudad española de Astorga.

## Biografía
Según la tradición, Marta nació en Astorga, estando emparentada con los grupos cristianos que surgieron en torno a los legionarios convertidos provenientes del norte de África. Su hermano era el legionario san Vidal, padre de los santos Justo y Pastor. Según las actas de su martirio, en tiempos del emperador Decio, fue denunciada como seguidora de Cristo. Obligada a abjurar de este último, ella se negó, por lo que el gobernador mandó torturarla y encerrarla en el calabozo. El gobernador intentó de nuevo convencerla, pero no consiguió que cambiara de parecer, por lo que fue ejecutada.

## Devoción y culto

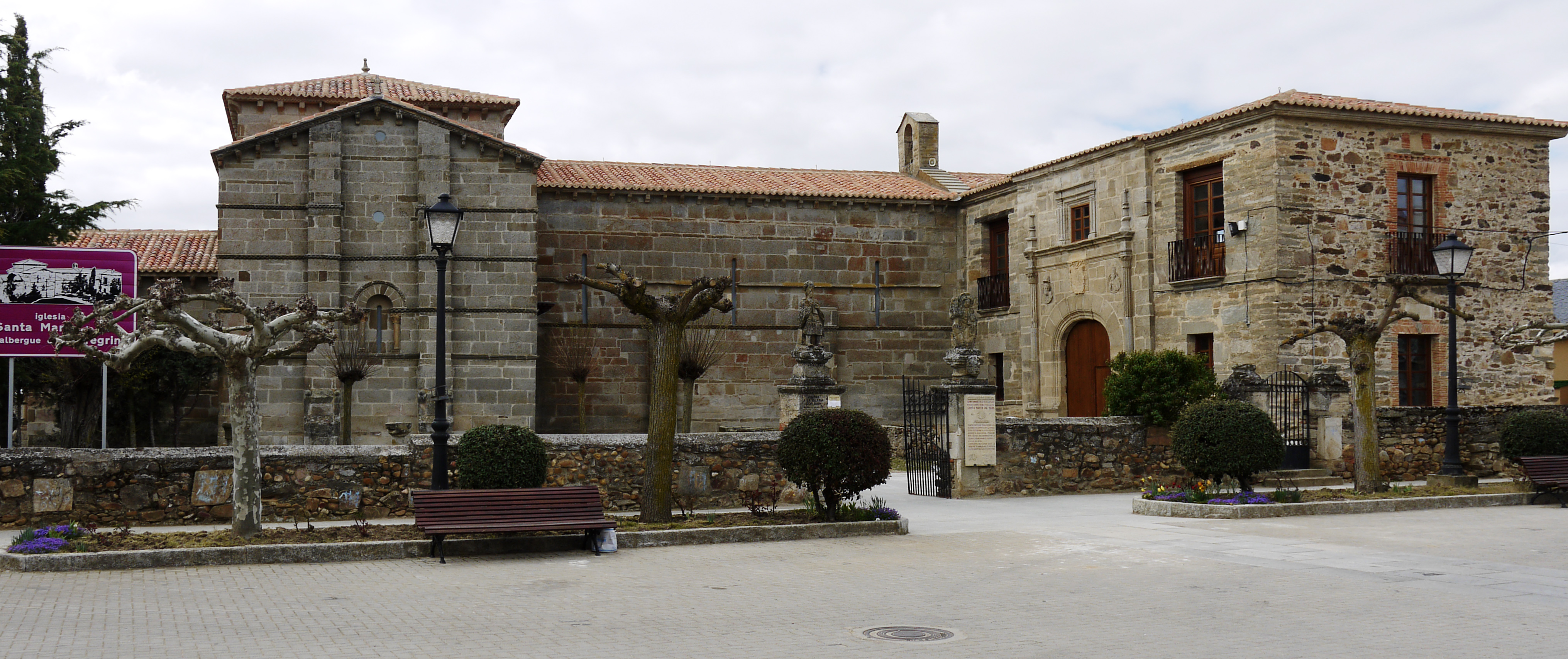
Iglesia del antiguo monasterio de Santa Marta de Tera

El culto a santa Marta se atestigua no sólo en Astorga, sino en otros lugares de la diócesis, como Camarzana de Tera o Santa Marta de Tera, donde hubo monasterio dedicado a ella. Su fiesta se celebra el 23 de febrero, acudiendo ese día la corporación municipal de Astorga a su parroquia para hacer una ofrenda y agradecer su protección, pero las celebraciones populares tienen lugar a finales del mes de agosto, cuando el tiempo es más favorable.

## Iconografía
La iconografía de la santa se reduce prácticamente a la propia Astorga y la muestra como una muchacha con la palma martirial y un libro en la mano, o también en actitud de enseñar con el libro abierto a dos niños que serían sus sobrinos Justo y Pastor. La talla que preside su parroquia es obra de Lucas Gutiérrez y data del siglo XVII. Asimismo, se conservan dos tablas del siglo XVI, obra de Gaspar de Palencia, en las que aparecen momentos de la vida de la santa.

## Patrona de Astorga

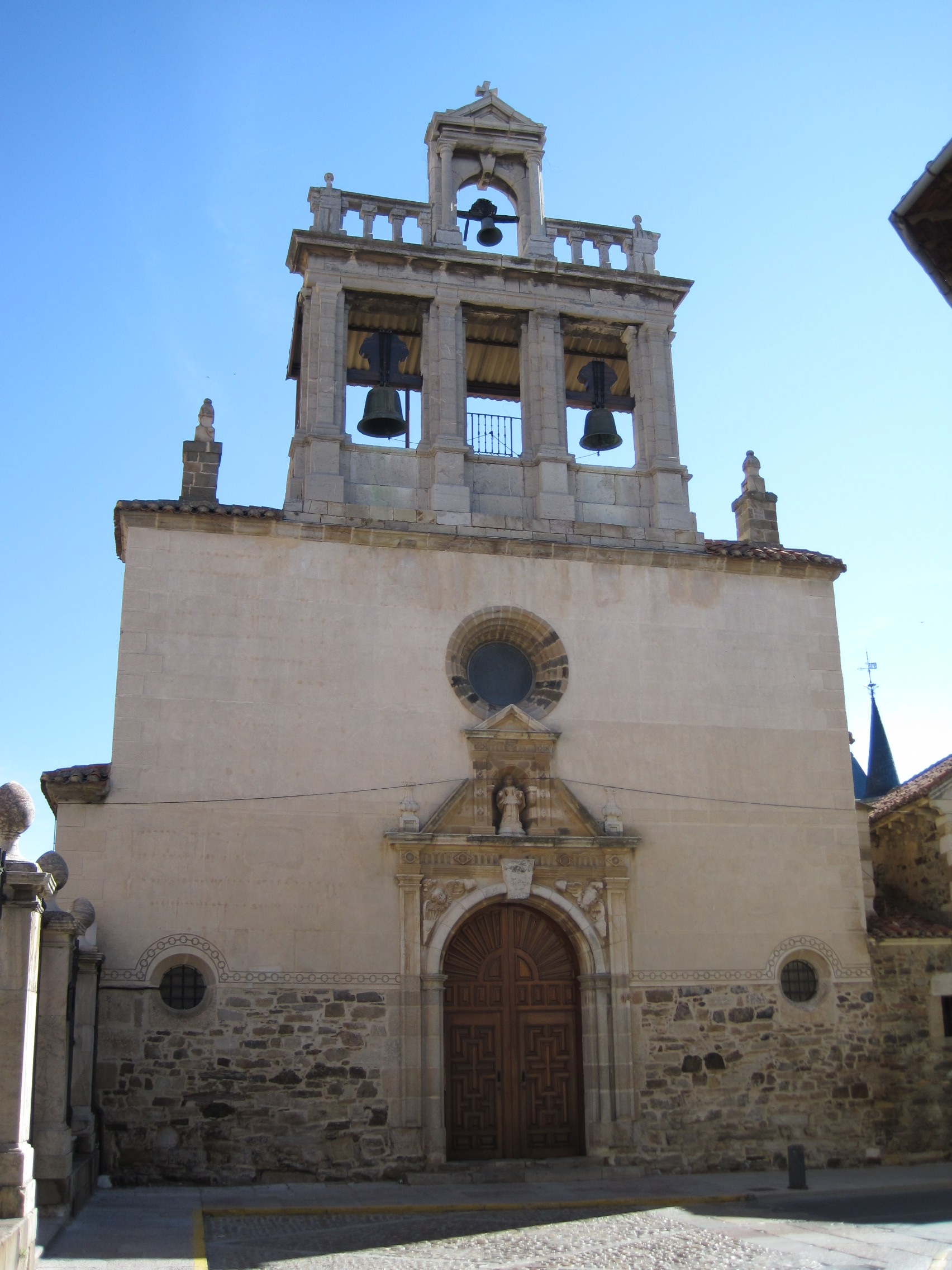
Iglesia de Santa Marta en Astorga

Hacia 1685, la ciudad ya llegó a un acuerdo —ratificado en 1693— sobre la declaración de la santa como patrona de Astorga; pero todo quedó en agua de borrajas, y no fue hasta 1741 cuando se dio un nuevo impulso a la causa de la mano del canónigo Bartolomé de Loredo. Este impulsó la reedificación de la parroquia y las gestiones que llevarían al nombramiento de Patronato de Astorga, que oficialmente tuvo lugar el 1 de julio de aquel año.

## Refranero
- "Muera Marta, muera harta" (Quijote, II, 59)[3]